# Метта сутта
Метта Сутта — это название двух буддийских сутт (пали sutta), которые входят в Палийский канон. Одна из них, которую чаще всего декламируют тхеравадинские монахи, также упоминается как Каранияметта сутта (пали Karaṇīyamettā Sutta) благодаря вступительному слову пали Karaṇīyam — «(Это то, что) должно быть сделано». Эта сутта входит в Сутта-нипату (СН 1.8) и Кхуддакапатху (Kх 9). Состоит из десяти стихов и восхваляет как добродетельные качества, так и медитативное развитие метты (пали mettā), традиционно переводимой как «любящая доброта» или «дружелюбие». Перевод «благожелательность» подчеркивает, что эта практика используется для развития необусловленного пожелания добра объекту медитации.
Другая сутта, также декламируемая тхеравадинскими монахами, воспевает пользу практики метта. Она входит в состав Ангуттара никая (АН 11.15) и также упоминается как Меттанисамса сутта . Данная статья посвящена первой сутте.

## Краткое описание
В Палийском каноне буддизма Тхеравады метта — одна из четырёх «божественных обителей» (пали: брахмавихара), рекомендуемая для культивирования межличностной гармонии и медитативной концентрации (например, камматтхана). В более поздних канонических произведениях (например, в Чарияпитаке) метта является одной из десяти «добродетелей» (пали pāramī), способствующих достижению Пробуждения (бодхи), и её развитие считается необходимым условием для достижения буддовости.
Согласно постканоническому комментарию к Сутта-нипате, Метта сутта повествует о том, как призраки напугали группу монахов в лесу, куда Будда послал их медитировать. Когда монахи обратились к Будде за помощью в борьбе призраками, тот научил их Метта сутте как противоядию от страха. Монахи читали сутту и чувствовали себя лучше. Их хорошее настроение в свою очередь успокоило призраков.

## Содержание
Метта сутта содержит ряд памятований о моральных качествах и условиях, которые способствуют развитию метты посредством добродетельных качеств и медитации. Они включают в себя прямодушие, честность, откровенность, способность легко исправляться, доброту, отсутствие высокомерия, удовлетворённость, нетребовательность, отсутствие многочисленных обязанностей, спокойный ум, умелость, скромность, отсутствие жажды обретения сторонников и не совершение поступков, порицаемых мудрыми.
С точки зрения медитативного развития речь идёт о:
- осознанном желании, способствующем возникновению метты (пали sukhino vā khemino hontu — пусть все существа будут счастливы и в безопасности);
- средстве формирования медитативных объектов для такого желания (перечисление разных размеров, степени близости и т. д.)
- метафоре — оберегающая любовь матери к своему единственному ребенку — так же следует относиться и к объекту медитации и бережно его охранять. (Примечание: зачастую это неверно истолковывается как метафорический прототип чувства, которое мы должны развивать в отношении других)[11].
- методе излучения метты наружу во всех направлениях[14].

## На практике
Сутту часто декламируют во время религиозных служб в традиции Ттхеравады, но она также популярна и в Махаяне .